# 莫米鎮區 (印地安納州艾倫縣)
莫米鎮區（英語：Maumee Township）是位於美國印地安納州艾倫縣的一個行政鎮區。

## 地方資料
根據2010年美國人口普查的數據，莫米鎮區的面積為69.13平方千米，當中陸地面積為68.80平方千米，而水域面積為0.33平方千米。當地共有人口2620人，而人口密度為每平方千米37.9人。